# Koharahu
Koharahu – niewielka wyspa estońska na Morzu Bałtyckim, na obszarze cieśniny Väinameri, u wejścia do zatoki Lõpe, u zachodnich wybrzeży kraju. Na zachód od wyspy położona jest Liialaid, na południowym zachodzie Suurrahu, na wschodzie Tauksi.
Zajmuje powierzchnię 1,959 ha. Obwód wyspy wynosi 706 m. Administracyjnie znajduje się w prowincji Läänemaa, w gminie Ridala. W całości stanowi obszar chroniony. Wyspa pozbawiona jest roślinności wysokiej.
Istnieją również warianty nazewnicze: Roograhu, Rohurahu, Väike Roograhu.